# Walid Cheddira
Walid Cheddira (arabisch وليد شديرة, DMG Walīd Šaddīra; * 22. Januar 1998 in Loreto, Italien) ist ein marokkanisch-italienischer Fußballspieler. Der Mittelstürmer steht aktuell bei der SSC Neapel unter Vertrag und ist marokkanischer Nationalspieler.

## Karriere

### Verein
Zur Saison 2017/18 wechselte Cheddira vom CS Loreto AD zur AC Sangiustese. Dort kam er in der Serie D zu einigen Einsätzen in den folgenden Jahren, in denen er fast immer in der Stammaufstellung spielte. Für eine Ablöse von 93.000 Euro wechselte er zur Spielzeit 2019/20 zu Parma Calcio. Diese verliehen ihn direkt weiter zur SS Arezzo, wo er bis Ende Januar 2020 verblieb. Danach ging es bis zum Ende der laufenden Spielzeit per Leihe weiter zu Calcio Lecco. In der Folgesaison wurde Cheddira im September 2020 an Mantova 1911 verliehen, wo er die komplette Spielrunde verblieb. In der Saison 2021/22 war Cheddira an die SSC Bari verliehen. Mit diesem Klub stieg er in die Serie B auf; zur Saison 2022/23 wechselte er fest nach Bari. Im Sommer 2023 wurde Cheddira vom italienischen Meister SSC Neapel verpflichtet und umgehend an Frosinone Calcio verliehen. Im Sommer 2024 folgte eine weitere Leihe zu Espanyol Barcelona.

### Nationalmannschaft
Seinen ersten Einsatz für die marokkanischen A-Nationalmannschaft hatte Cheddiraam 23. September 2022 bei einem 2:0-Freundschaftsspielsieg über Chile, wo er von Trainer Walid Regragui in der 67. Minute für Youssef En-Nesyri eingewechselt wurde. Danach wurde er kurz darauf noch einmal eingesetzt und erhielt im November 2022 eine Nominierung für den Kader des Teams bei der Weltmeisterschaft 2022.

## Erfolge
- Meister der Serie C: 2021/22
- Torschützenkönig der Coppa Italia: 2022/23